# Moḩammadābād (ort i Kerman, lat 28,30, long 57,77)
Moḩammadābād (persiska: محمد آباد, Moḩammadābād-e Kalāntar) är en ort i Iran.   Den ligger i provinsen Kerman, i den sydöstra delen av landet, 1 000 km sydost om huvudstaden Teheran. Moḩammadābād ligger 534 meter över havet och antalet invånare är 150.
Terrängen runt Moḩammadābād är platt.Runt Moḩammadābād är det glesbefolkat, med 8 invånare per kvadratkilometer. Närmaste större samhälle är Amīrābād-e ‘Olyā, 14,5 km norr om Moḩammadābād. Trakten runt Moḩammadābād är ofruktbar med lite eller ingen växtlighet.